# Rudy Gobert
Rudy Gobert (Saint-Quentin, 26 juni 1992) is een Frans basketballer die speelt als center voor de Minnesota Timberwolves.

## Carrière

### Gedraft door de Utah Jazz
Gobert begon zijn carrière bij het Franse Cholet Basket waar hij speelde van 2011 tot 2013. In 2013 werd hij gedraft door de Denver Nuggets maar de dag zelf nog werd hij geruild naar de Utah Jazz voor Erick Green en een geldsom. Hij speelde voor de Jazz dat jaar in de NBA Summer League. Vanaf december 2013 werd de Fransman verhuurd aan de Bakersfield Jam in de NBA Development League. Op het einde van zijn rookie-seizoen kwam Gobert steeds meer in actie voor de Utah Jazz. In zijn eerste seizoen speelde hij 45 wedstrijden voor de Jazz maar geen enkele als starter. In september 2014 behaalde Gobert met Frankrijk de bronzen medaille op het WK in Spanje. In zijn tweede jaar speelde hij opnieuw in de Summer league waarna hij het seizoen 2014/15 mocht aantreden in alle 82 wedstrijden van de Utah Jazz. Op 3 maart 2015 plukte hij tijdens een wedstrijd tegen de Memphis Grizzlies 24 rebounds waarmee hij maar drie te kort kwam om het record van Truck Robinson bij de Jazz te verbreken. Hij eindigde aan het eind van het seizoen derde in de NBA Most Improved Player Award. Gobert nam met zijn land ook deel aan Eurobasket 2015. In eigen land verloor Frankrijk in de halve finale van Spanje. In de kleine finale was Frankrijk te sterk voor Servië waardoor Gobert de bronzen medaille kreeg toebedeeld.

### Gobert groeit door tot basisspeler bij de Utah Jazz en eerste Olympische deelname
Zijn derde seizoen in de NBA was zijn eerste als starter. Gobert speelde 61 wedstrijden voor de Jazz die zijn contract met nog een seizoen verlengde. Hij miste een deel van het seizoen door een blessure die hem lange tijd aan de kant hield. Gobert maakte met Frankrijk in 2016 zijn Olympisch debuut tijdens de Olympische Spelen in Rio de Janeiro. In de kwartfinale ging Gobert met zijn landgenoten kansloos ten onder tegen Spanje en Frankrijk eindigde zo op de 6e plaats. Gobert was tijdens 6 wedstrijden goed voor een gemiddelde van 5,7 punten en 7,2 rebounds. Op 31 oktober 2016 tekende hij een vierjarige deal ter waarde van 102 miljoen dollar met de Utah Jazz. Hiermee werd Gobert de best betaalde sporter van dat moment. Op 20 maart 2017 vestigde Gobert een nieuw loopbaanrecord met 8 blocks tegen de Indiana Pacers. Twee dagen later scoorde Gobert 35 punten in de 108-101 zege van de Jazz op de New York Knicks. Gobert bereikte voor de eerste keer de play-offs met de Jazz. In deze play-offs was Utah in de eerste ronde te sterk voor de Los Angeles Clippers, waarna er in de tweede ronde kansloos werd verloren van de Golden State Warriors, de latere kampioen. Gobert werd aan het eind van het seizoen voor zijn uitstekende prestaties geselecteerd voor het NBA All-Defensive First Team en het All-NBA Second Team. In de stemming voor de beste verdediger van het seizoen eindigde Gobert als tweede, achter Draymond Green. In de stemming voor de NBA Most Improved Player Award eindigde Gobert opnieuw als derde.

### 3 keer NBA Defensive Player of the Year, 3 NBA All-Star Games en Olympisch zilver
Tijdens het seizoen 2017/18 miste Gobert bijna 30 wedstrijden door diverse kleine blessures. Na zijn herstel in januari 2018 keerde hij terug op het veld en leidde de Jazz naar vele belangrijke overwinningen tegen het einde van het seizoen en de daaropvolgende kwalificatie voor de play-offs. De Jazz wonnen 30 van hun laatste 35 wedstrijden van het seizoen, mede dankzij de terugkeer van Gobert. Gobert won voor het eerst de NBA Defensive Player of the Year. Hij werd de tweede Jazz speler die dat deed na Mark Eaton (1985 en 1989). Na winst in de eerste ronde van de playoffs tegen Oklahoma City Thunder verloren de Utah Jazz in de tweede ronde van de Houston Rockets.
In het seizoen 2018/19 kon Gobert 81 wedstrijden spelen en de Jazz naar de NBA play-offs leiden. Hij won zijn tweede opeenvolgende NBA Defensive Player of the Year en zette meerdere carrièrebesten neer in punten, rebounds en assists. Hij sloot het seizoen af met 306 dunks, een nieuw record in de NBA. In de playoffs verloren de Jazz in de eerste ronde van de Houston Rockets. Gobert kwalificeerde zich met Frankrijk voor het WK in China. Frankrijk behaalde, net als in 2014, de bronzen medaille. 
In het seizoen 2019/20 was Gobert in de eerste 45 wedstrijden goed voor een gemiddelde van 15,7 punten en 14,6 rebounds. Gobert werd voor de eerste keer in zijn carrière geselecteerd voor de NBA All-Star Game. Op 11 maart 2020 speelde de Utah Jazz tegen de Oklahoma City Thunder. Beide ploegen waren klaar om aan de wedstrijd te starten toen bekend geraakte dat een speler van de Utah Jazz was besmet met COVID-19. De wedstrijd werd net voor de start alsnog afgelast en het stadion ontruimd. Later werd bekend dat Rudy Gobert de besmette speler in kwestie was. Gobert was zo de eerste besmette NBA-speler tijdens de coronacrisis. Gobert bood toen publiekelijk zijn verontschuldigingen aan aan de mensen die hij in gevaar had gebracht door opzettelijk de microfoons van alle verslaggevers aan te raken. Op dat moment wist hij niet dat hij drager was van de ziekteverwekker. Hij vond zijn gedrag onverantwoordelijk. Later werd bij een test op SARS-CoV-2 ook Donovan Mitchell, zijn teamgenoot bij de Utah Jazz, positief bevonden.  De NBA schorste als gevolg van de besmetting van Gobert het seizoen 2019/20.
In december 2020 werd bekendgemaakt dat Gobert een nieuw vijfjarig contract had getekend bij de Utah Jazz en dit ter waarde van 205 miljoen dollar, het derde grootste contract tot dan toe in de NBA en het grootste voor een center. Gobert werd opnieuw geselecteerd voor de All-Star game, samen met ploeggenoot Donovan Mitchell en werd voor de derde keer gekozen tot NBA Defensive Player of the Year. In de playoffs verloor Gobert met de Utah Jazz in de tweede ronde van de Los Angeles Clippers. Gobert nam met Frankrijk in 2021 deel aan de uitgestelde Olympische Spelen in Tokio. Frankrijk was, mede dankzij winst tegen de Verenigde Staten, de beste in groep A. Na winst in de kwartfinale tegen Italië was Frankrijk in de halve finale te sterk voor Slovenië. In de finale kon Frankrijk echter geen tweede keer winnen van de Verenigde Staten zodat Frankrijk met zilver moest tevreden zijn. Gobert werd, mede dankzij een gemiddelde van 12,2 punten en 9,3 rebounds gekozen in de FIBA Men's Olympics All-Star Five.
In het seizoen 2021/22 werd Gobert voor de derde opeevolgende keer geselecteerd voor het NBA All-Star Game. Gobert was goed voor een gemiddelde van 14,7 rebounds, waarmee hij de beste rebounder van het seizoen was en werd derde in de NBA Defensive Player of the Year na Marcus Smart en Mikal Bridges. Tevens werd hij voor de zesde opeenvolgende keer opgenomen in het NBA All-Defensive First Team. Op EuroBasket 2022 behaalde Gobert met Frankrijk de zilveren medaille. 

### 2023-heden: Minnesota Timberwolves en opnieuw Olympisch zilver
Tijdens het WK van 2023 werd Frankrijk verrassend uitgeschakeld in de groepsfase. Op 6 juli 2023 werd hij geruild naar de Minnesota Timberwolves voor Patrick Beverley, Malik Beasley, Jarred Vanderbilt, Leandro Bolmaro, de draft rechten voor center Walker Kessler en vier toekomstige eerste ronde draft picks en een eerste ronde pick swap. Op 20 oktober 2023 maakte Gobert zijn debuut voor de Timberwolves. In de playoffs verloor Gobert met Minnesota in de eerste ronde van de Denver Nuggets, de latere kampioen.
Tijdens het seizoen 2023/24 werd Gobert gekozen tot NBA Defensive Player of the Year. Het was zijn 4e keer dat hij deze onderscheiding kreeg, een record dat hij deelt met Dikembe Mutombo en Ben Wallace. In de eerste ronde van de playoffs won Gobert met de Timbervolves met duidelijke 4-0 cijfers van de Phoenix Suns. In de tweede ronde klopte Minnesota de Denver Nuggets, de uittredende kampioen. Zo plaatste Minnesota zich voor de tweede keer in hun geschiedenis voor de finale van de Western conference. In de finale moest Minnesota echter met 4-1 de duimen leggen voor Luka Dončić en zijn Dallas Mavericks. Op 23 oktober 2024 tekende Gobert een vernieuwd contract van 3 seizoenen bij de Timberwolvas. Gobert nam in 2024 voor de derde keer deel aan de Olympische Spelen. In eigen land behaalde Gobert met zijn landgenoten opnieuw de zilveren medaille.

## Erelijst
- Olympische Spelen:  2020
- WK:  2014, 2019
- EuroBasket:  2015
- NBA All-Star: 2020, 2021, 2022
- All-NBA Second Team: 2017
- All-NBA Third Team: 2019, 2020, 2021
- NBA Defensive Player of the Year: 2018, 2019, 2021, 2024
- NBA All-Defensive First Team: 2017, 2018, 2019, 2020, 2021, 2022, 2024
- NBA All-Defensive Second Team: 2025
- NBA rebounding leider: 2022
- NBA blocks leider: 2017
- Frans speler van het jaar: 2019

## Statistieken

### Reguliere seizoen
| Seizoen  | Team                   | WG  | WS  | MPW  | FG%  | 3P% | FW%  | RPW  | APW | SPW | BPW | PPW  |
| -------- | ---------------------- | --- | --- | ---- | ---- | --- | ---- | ---- | --- | --- | --- | ---- |
| 2013/14  | Utah Jazz              | 45  | 0   | 9,6  | 48,6 | —   | 49,2 | 3,4  | 0,2 | 0,2 | 0,9 | 2,3  |
| 2014/15  | Utah Jazz              | 82  | 37  | 26,3 | 60,4 | 0,0 | 62,3 | 9,5  | 1,3 | 0,8 | 2,3 | 8,4  |
| 2015/16  | Utah Jazz              | 61  | 60  | 31,7 | 55,9 | —   | 56,9 | 11,0 | 1,5 | 0,7 | 2,2 | 9,1  |
| 2016/17  | Utah Jazz              | 81  | 81  | 33,9 | 66,1 | 0,0 | 65,3 | 12,8 | 1,2 | 0,6 | 2,6 | 14,0 |
| 2017/18  | Utah Jazz              | 56  | 56  | 32,4 | 61,5 | —   | 68,1 | 10,7 | 1,4 | 0,8 | 2,3 | 13,5 |
| 2018/19  | Utah Jazz              | 81  | 80  | 31,8 | 66,9 | —   | 63,6 | 12,9 | 2,0 | 0,8 | 2,3 | 15,9 |
| 2019/20  | Utah Jazz              | 68  | 68  | 34,3 | 69,3 | —   | 63,0 | 13,5 | 1,5 | 0,8 | 2,0 | 15,1 |
| 2020/21  | Utah Jazz              | 71  | 71  | 30,8 | 67,5 | 0,0 | 62,3 | 13,5 | 1,3 | 0,6 | 2,7 | 14,3 |
| 2021/22  | Utah Jazz              | 66  | 66  | 32,1 | 71,3 | 0,0 | 69,0 | 14,7 | 1,1 | 0,7 | 2,1 | 15,6 |
| 2022/23  | Minnesota Timberwolves | 70  | 70  | 30,7 | 65,9 | 0   | 64,4 | 11,6 | 1,2 | 0,8 | 1,4 | 13,4 |
| 2023/24  | Minnesota Timberwolves | 76  | 76  | 34,1 | 66,1 | 0   | 63,8 | 12,9 | 1,3 | 0,7 | 2,1 | 14,0 |
| 2024/25  | Minnesota Timberwolves | 72  | 72  | 33,2 | 66,9 | —   | 67,4 | 10,9 | 1,8 | 0,8 | 1,4 | 12,0 |
| Carrière | Carrière               | 829 | 737 | 30,7 | 65,6 | 0,0 | 64,1 | 11,7 | 1,4 | 0,7 | 2,1 | 12,6 |
| All Star | All Star               | 3   | 0   | 14,9 | 90,0 | —   | 33,3 | 8,0  | 1,0 | 0,3 | 0,3 | 12,3 |

### Play-ins
| Seizoen  | Team                   | WG | WS | MPW  | FG%  | 3P% | FW%  | RPW  | APW | SPW | BPW | PPW  |
| -------- | ---------------------- | -- | -- | ---- | ---- | --- | ---- | ---- | --- | --- | --- | ---- |
| 2022/23  | Minnesota Timberwolves | 1  | 1  | 32,6 | 54,5 | –   | 64,3 | 10,0 | 2,0 | 0   | 0   | 21,0 |
| Carrière | Carrière               | 1  | 1  | 32,6 | 54,5 | –   | 64,3 | 10,0 | 2,0 | 0   | 0   | 21,0 |

### Play-offs
| Seizoen  | Team                   | WG | WS | MPW  | FG%  | 3P% | FW%  | RPW  | APW | SPW | BPW | PPW  |
| -------- | ---------------------- | -- | -- | ---- | ---- | --- | ---- | ---- | --- | --- | --- | ---- |
| 2016/17  | Utah Jazz              | 9  | 9  | 27,3 | 63,5 | —   | 48,0 | 9,9  | 1,2 | 1,0 | 1,3 | 11,6 |
| 2017/18  | Utah Jazz              | 11 | 11 | 34,8 | 65,5 | —   | 60,3 | 10,7 | 1,0 | 0,9 | 2,3 | 13,2 |
| 2018/19  | Utah Jazz              | 5  | 5  | 30,4 | 59,4 | —   | 78,3 | 10,2 | 1,4 | 0,6 | 2,6 | 11,2 |
| 2019/20  | Utah Jazz              | 7  | 7  | 38,6 | 64,9 | —   | 52,4 | 11,4 | 1,1 | 0,6 | 1,4 | 16,9 |
| 2020/21  | Utah Jazz              | 11 | 11 | 34,2 | 74,1 | 0,0 | 63,6 | 12,3 | 0,8 | 0,5 | 2,1 | 14,7 |
| 2021/22  | Utah Jazz              | 6  | 6  | 32,8 | 64,6 | —   | 68,2 | 13,2 | 0,5 | 0,2 | 1,0 | 12,0 |
| 2022/23  | Minnesota Timberwolves | 5  | 5  | 35,4 | 63,0 | —   | 63,0 | 12,2 | 2,0 | 0,4 | 1,0 | 15,0 |
| 2023/24  | Minnesota Timberwolves | 15 | 15 | 34,2 | 61,5 | —   | 67,1 | 9,8  | 1,6 | 0,9 | 1,0 | 12,1 |
| 2024/25  | Minnesota Timberwolves | 15 | 15 | 27,4 | 58,2 | -   | 52,0 | 8,6  | 0,7 | 0,5 | 1,2 | 7,9  |
| Carrière | Carrière               | 84 | 84 | 32,4 | 64,1 | 0,0 | 60,8 | 10,6 | 1,1 | 0,7 | 1,5 | 12,3 |